# Aphis danielae
Aphis danielae är en insektsart. Aphis danielae ingår i släktet Aphis och familjen långrörsbladlöss. Inga underarter finns listade i Catalogue of Life.